# Héctor Galloza
Héctor Galloza (27 de diciembre de 1975) es un deportista puertorriqueño que compitió en judo. Ganó una medalla de plata en el Campeonato Panamericano de Judo de 1997 en la categoría de –56 kg.

## Palmarés internacional
| Campeonato Panamericano | Campeonato Panamericano | Campeonato Panamericano | Campeonato Panamericano |
| Año                     | Lugar                   | Medalla                 | Categoría               |
| ----------------------- | ----------------------- | ----------------------- | ----------------------- |
| 1997                    | Guadalajara (México)    | Medalla de plata        | –56 kg                  |